# OMG! オー・マイ・ガール
『OMG! オー・マイ・ガール』（泰題: OMG! รักจังวะ..ผิดจังหวะ ,英題: OMG! Oh My Girl）は、タイの映画である。ジャンルは、ロマンティック・コメディ。Thitipong Kerdtongtawee監督、Hello Filmmaker製作。GDH配給である。主演はWongravee Nateetornと、Pleanpichaya Komalarajun。タイでは2022年10月27日に公式上映された。姉妹に恋愛のテクニックを教え込まれながらもそれを自分には全く役立てられない主人公が、モテまくるもののいい付き合いに繋げられない女性を一筋に愛する物語である。

## あらすじ
物語は、主人公・ガイの友人、ピンがジューンにガイの伝授した告白方法を使って付き合いはじめたところから始まる。実は、ジューンはガイが同じ頃に意識し始め、好きになっていた相手でもあった。
ジューンは、1年次からチアリーダーの一員に選ばれるほど容姿が良く、男子への対応がよいこともあって、数多くの男性から口説かれる存在であった。しかし、それが周囲の女子からはこころよく思われない原因であり、また男子への対応は断れば"お高くとまっている"受け入れれば"八方美人"とどちらにせよ悪評を伴っており、まともに付き合えた相手はほとんどいなかった。
ガイがジューンを意識し始めたのは大学3年のことだった。偶然降ってきた1000バーツ札を拾おうとしてお互いの手が触れあったのだった。先につかんだが、触れたことで思わず手を引いたガイと、遅れながらも実際に札をつかんだジューンは、500バーツずつ山分けし、口止め料としてジューンが50バーツのタピオカミルクティーを奢ることで手を打った。それが2人が友人同士になるきっかけでもあった。
ピンとジューンが付き合いだした後で、別の友人・ターとガイが酒場で飲んでいるときに、ジューンがガイの口説き方アドバイスが上手いことに興味を持つ。ガイは、3姉妹を含む4兄弟唯一の男子であり、姉妹3人から女心のつかみかたを教えられたおかげで、友人からは「恋愛マスター」の異名をもらっていたのだった。それは、レディーファーストでおかずを率先して取り分けるときの量の見極め方、美人にFacebook Messengerで話しかけるときの話題の振り方、寝ている女の子にする気の利いた落書きなど多岐にわたっていた。姉妹からは初デートには水族館に行くのがよいというアドバイスすらもらっていた。しかし、タイミングが悪く、彼自身が自分の思い通りに恋人を作ることには失敗してばかりだったのだ。ジューンもアドバイスとして、道路を渡るときのエスコートを利用して相手の急所を触る方法を教える。ジューンを諦めようとしたガイは、横断歩道を渡るときにその方法を同級生・パティに使い、付き合い出すことに成功した。
そのころピンとジューンは、些細なことから喧嘩し、別れと仲直りを幾度となく繰り返していた。女友達のいないジューンには寮友のレックスしか相談相手がおらず、ガイに相談をするが、ジューンが好きなガイはろくなアドバイスができず、ジューンのサルに似た変顔を撮影して雰囲気を悪くする。何とかしたいと神頼みしていると、ジューンの髪の毛にゴキブリがまとわりつき、その対処でアタフタするガイの変顔をジューンが撮ることで雰囲気は落ち着く。さらにその後、ジューンはターからイヌのような格好をしているガイの写真をもらい、メッセンジャーでガイとお互いにサルの写真とイヌの写真を送りあうことで仲良くなる。友達づきあいが出来るようになった2人は、ライブ会場に他人のふりをして潜り込み、こっそり見つめ合って盛り上げることで楽しむが、それをピンが見つけてジューンの浮気をさらに疑い出す。
ピンとジューンの仲が悪くなったことに気がついたガイは、パティと別れ、ジューンと付き合おうとするが、ピンはジューンとまた復縁していた。それだけでなく、ピンはガイがジューンを好きだったことに気がつき、ガイのことを嫌う。ピンとジューンの別れと復縁の噂は大きく広まり、ターからもそのことに関する電話がガイのところに来るが、ガイはそれが遅い噂であると考えて無視し、酒場の喫煙所にいた女性をナンパしたが大失敗に終わり、見ていたジューンに大笑いされる。気分を害したガイは、ジューンに酒場で演奏していた男性の電話番号を聞き出せるかどうかの賭けを持ちかける。ジューンが挑戦のため席を離れたところで、ガイはターから実はピンとジューンの別れが決定的になったことを聞く。賭けそのものはジューンの負けに終わるが、Facebookの自己紹介欄からそれが本当だったことを知ったガイは、この賭けを持ちかけたこと自体を後悔する。
酒場で飲んでいる間に外では大雨が降り、ちょっとした冠水状態になるなか、ガイは脱いでいた靴を泥水の中に落としてなくしてしまう。探した結果ジューンが見つけた靴は似ても似つかないサンダルだった。ガイは靴を見つけるのを諦め、そのサンダルを持って帰る。ジューンの寮の前で別れた2人だったが、ジューンは寮に入る鍵をなくしていた。ジューンが席を離れた隙に、ターが2人の仲を取り持とうと、鍵をガイの鞄に入れておいたのだった。しかし、企みは実ることなく、ジューンは寮の入り口近くにいた先ほどの酒場のミュージシャンに鍵を開けてもらう事でそれを解決していた。彼の名はピート。母親が30ほど経営する寮の1つに住み、稼いだ金を音楽に使えるほどの御曹司で、ジューンは結局それがきっかけでピートと付き合い出す。
なんだかんだでタイミングを失ったガイのことを、姉妹やターは慰めるが、それは1年近くのヤケ酒に変わるだけだった。4年生も後半、ピートがジューンの誕生日を祝うパーティをするなか、もうすぐ卒業で離ればなれになることを気遣ったターは、ジューンの誕生日を祝う動画を送って告白することを提案する。動画はガイの下手な演奏にもかかわらず、それを撮っていたターが泣き出すほどのものだった。しかし、送った動画について、ジューンは全くつれない返事を返し、ガイは落胆する。卒業後、ジューンを諦めようとしたガイは、悲しまないこと、酒を飲まないこと、ジューンのSNSを見ないことを決意し、その決意を1000日続ける。その1000日の間には、ちょっとしたきっかけで付き合いだした別の彼女との出会いと別れ、本人の希望だった映像関係職への就職、姉リーの結婚と双子の妊娠、そしてその双子の成長が含まれていた。
ガイの決意は、ジューンと1001日目に再び会ったことで無にかえる。ジューンはレックスが主催したパーティーにガイを誘い、逡巡のうえガイも参加する。ターとレックスもその頃には付き合い始めていた。そのパーティにはサプライズが含まれており、ピートはその場でジューンにプロボーズを仕掛け、ガイは本当にがっかりするが、サプライズを嫌うジューンがその場を離れたことで、一縷の望みを残す。しかし、真相を聞こうとしたジューンへの電話にはピートが対応し、2人が同棲していることをガイは悟り、上辺だけの言い訳としてジューンにモデル出演の依頼をすることになる。
なんとかジューンをねじ込んだ撮影の仕事。ジューンは涙の演技がうまく出来なかったが、担当ディレクターはジューンをいじめることで涙をうまく引き出して終わらせる。しかしそのことでジューンは完全に自信をなくし、ピートの求婚を断ったことを後悔していることをガイに話す。かつて告白を完全に断られたガイはその言に怒るが、ジューンはガイからの告白を断ったとは全く思っていなかった。ガイの誕生日祝いの歌の告白ビデオクリップは深夜4時に送られたもので、ジューンの断り文句は中身に対してではなく、遅い時間に送られてきたことに対してのものだったのだ。さらに、この話をしている最中にジューンがガイのことをかつて好きだったことがわかってしまう。
ジューンを諦めなくてもよかったことがわかったガイだったが、うまくいっているピートからジューンをなんの罪悪感もなく奪えるほどにはピートの欠点は存在しなかった。さらに、ピートはジューンに仮に好きな相手がいれば諦めるとまで爽やかに言い放つ。ピートが開いたジューンの誕生会にガイも出席しようとするが、既にジューンが婚約指輪をつけていることに気が付き、プレゼントしようと準備していた喉薬を捨てて帰る。出席したターとレックスにガイの話を聞き、例のビデオクリップを改めて見たジューンは、そこにかつて自分が拾ったサンダルが映り込んでいることにも気付き、ガイを日本風居酒屋に呼び出す。
居酒屋で、ジューンはクリップに含まれた好意への嬉しさをガイに伝え、しかし付き合えない、会うのは今日を最後にすると言い出す。その節々にガイを諦められない気持ちがあることに気がついたガイは、ビールを1杯だけ飲もうと誘い、実際には夜通し飲み通し、自分がジューンの好きなところを語る。居酒屋から出た2人。ガイは今日はまだ終わっていないと、ジューンを水族館に誘い、友達として、かつて2人が送りあった写真のサルとイヌのように水族館を楽しむ。フォトブースで、連続写真に合わせてガイはジューンにキスをし、それがきっかけで2人はディープキスを交わす。
帰りのタクシーは雨季の水害に浸かり、途中で2人は降ろされる。もう諦めろというジューンに、ガイは自分を選べと言い、抱きしめてから家に帰ってくる。家は妹キーとほぼ同い年の若い女性とリーの夫ヌームとの浮気が発覚したことで大騒ぎになっていた。きっかけは浮気相手が浮気中の写真をネットに投稿したことだったのだ。そこにガイは1つのヒントを見つける。
ピートの家に帰ってきたジューンは、自分がピートの恋人か妻にしかなれないことに不満があると言い、ピートとの婚約を解消しようとする。ピートは一旦納得したが、彼のケータイにはガイから写真が送られてくる。ジューンが言った理由が表面上のことであることに気がついたピートは送られて来た写真をジューンに見せる。それは先程水族館で撮られたガイとのキス写真だった。
レックスも同棲しているターの家にジューンがいると言われ、ガイは呼び出される。しかしジューンはガイへの手紙を託し、既に旅立ったあとだった。ジューンは2人のデートのことがピートを傷つけたこと、そして自分自身も傷ついたことを手紙に書き残し、ガイとも離れたのだった。
その後、ピートはジューンとの別れを歌にし、ちょっとしたヒットとなる。そんななか、かつてガイがナンパしようとして失敗した女性に出会い、同じ場面でもいい返しをすることで仲良くなった。彼女は付き合っている相手がいると告げたが、以前の「付き合っている相手がいれば口説かない」の言葉は彼からは捨て去られていた。
ターとレックスは結婚することになり、結婚パーティーにガイを誘う。ガイはターが何かサプライズをしかける予感で参加を躊躇するが、果たしてそこにジューンから電話がかかってくる。友人ターのことをガイが祝いにいけないことを気にしながらもジューンは出席することを告げはじめ、2人はひどいことをした謝罪と後悔を話し合い、いつか友達に戻ることを約束する。2人はパーティーに参加し、同じテーブルに座る。パーティーは佳境に入り、祝儀を詰めたブーケトスが行われ、こぼれた1000バーツ札がガイとジューンの間に落ちるが、その札はかつてと違い、2人が取り合うことにはならなかった。
バカ騒ぎも終わったパーティーの最後、ジューンが使おうと取り出した喉薬に、ガイが貼ったシールがついていることにガイは気がつく。かつてガイがプレゼントしようとして諦めて捨てた喉薬を、ジューンはガイからのプレゼントであることに気がつき、拾って使っていたのだった。ずっとタイミングが悪い仲だった2人に唯一残っていた繋がりに、ガイはそっと神様に感謝する。

## 登場人物と俳優

### 主なキャラクター
- Wongravee Nateetorn : ガイ(กาย)役。登場時は大学3年生。同級生のジューンを意識するが、意図的ではなく彼女への口説き方を友人にレクチャーしてしまう。4人兄弟で残りのきょうだいは全員女性であり、女性の口説き方はその3人から多岐にわたり教えられているがいまいち自分の役には立っていない。大学卒業後は、自分の夢だった映像関連の仕事に就く。
- Pleanpichaya Komalarajun : ジューン(จูน)役。大学1年からチアリーダーに任じられるほどの美貌の持ち主で、男性への人当たりもいいためにモテるが、逆にそのために女性からの評判はすこぶる悪く、話が出来るのは寮友のレックスだけ。また、男性に冷たい態度を取れば"お高く止まっている"、優しくすれば"誰にでも優しい"とこちらも悪評の元になるため、モテるにもかかわらず大学3年までに付き合った相手はわずか2名。大学に通ってはいるものの、自分の得意分野を見つけられないでいる。
- Pachara Chirathivat : ピート(พีท)役。ガイたちが行きつけの酒場で演奏していたミュージシャン。モテる様子だが、女性からのくどきにはゲイを装うことで断っている。母親が寮を30軒経営している金持ちの息子だが、彼自身は寮住まいなことを除けば、自分の歌だけで生計を維持している。ジューンと婚約ののち、別れるが、別れたことを歌にし、ちょっとしたヒットとなり、それがきっかけで新しい女性と付き合い出す。

### その他のキャラクター
- Ploi Horwang : リー(เจ้รี่)役。ガイの一番上の姉。女性と食事する際の食べ物の取り分け方をガイに教える。その後双子を妊娠して結婚するが、結婚相手に浮気される。
- Napassanan Sirindasuphasiri : ジン(เจ้จิน)役。ガイの二番目の姉。美人女性との気の利いたチャットをガイに示す。初デート先として水族館を勧める。
- Rasika Saiseang : キー(กี้)役。ガイの妹。好きな娘へのいたずら書きを気の利いたものにするようアドバイスする。
- Michael Pugh : ピン(ผิง)役。ガイの友人。ガイがアドバイスしたおかげでジューンと付き合うことになるが、些細な喧嘩から離縁と復縁を繰り返すことになる。
- Siwat Sirichai : ター(ต๊ะ)役。ガイの友人。ジューンの寮友であるレックスが好きになり、数年後に付き合い出し、最終的には結婚する。
- Wasu Pluemsakulthai : レックス(เล็ก)役。ジューンの寮友。卒業後、ターの口説きに落ち、ターの彼女になる。
- Thanavate Siriwatianagul : ヌーム(พี่หนุ่ม)役。リーの夫。結婚して双子が生まれた数年後、リーの妹キーと同じくらいの年齢の女性と浮気していたことがバレる。
- Thaenrak Asavalertlak : パティ(แพตตี้)役。ジューンがガイに教えた方法で、ガイが付き合い出した女性。ジューンがピンと別れたことで、ガイはジューンを狙おうと別れる。

## 撮影

### ロケ地
主人公が映像関係に興味があるという設定もあって、主な舞台はモンクット王工科大学ラートクラバン校であり、いくつかのロケ地として同大学の周辺が使われているほか、アンダーウォーター・ワールド・パタヤなど、パタヤでもいくつかの場面が撮影されている。スタッフロールにはこの2ヶ所のほか、IZAKAYA BAKUとBOTTLE ROCKETという2つの酒場がロケ地として明記されている。

### 映画音楽
劇中で流れる音楽については、 JITIVIことJitivi Banthaisongが主に作曲している。挿入歌のNOT READY TO LOSE YOUは、STAMPとChristopher Chuによるものである。主題歌のคืนวันศุกร์(Friday Night)は、BOWKYLIONとTHE TOYSによる。

## 公開

### 海外での上映
過去のGDH映画同様、この映画は東南アジア各国でも上映された。
ベトナムでは2022年12月23日公開、インドネシアでは2023年1月18日公開、マレーシアでは2023年2月9日に公開された。

### 配信での上映
また、NETFLIXでも2023年2月15日頃から配信が開始されている。2023年8月16日より、日本でも配信が開始された。日本語版NETFLIXでの公開名は「オー・マイ・ガール ～なんで今なの!?」。配信内に日本語字幕は含まれている。字幕作成は斉藤 梨沙。

### 日本での上映
この映画は、2023年2月20日現在まで一般上映されたり、日本語版DVD等が発売されたりはしていないが、以下の映画祭等で上映されている。
第18回大阪アジアン映画祭
2023年3月に開催される映画祭。3月11日、3月18日に上映。邦題「OMG! オー・マイ・ガール」はこの時に命名されたものである。